# Décès en octobre 1971
Décès
- 1967
- 1968
- 1969
- 1970
- 1971
- 1972
- 1973
- 1974
- 1975

Pour une information complémentaire, voir la page d'aide.

| Date       | Nom             | Pays                   | Activités                                             | Âge | Source |
| ---------- | --------------- | ---------------------- | ----------------------------------------------------- | --- | ------ |
| 11 octobre | Chester Conklin | Drapeau des États-Unis | Acteur américain.                                     | 85  |        |
| 16 octobre | Robert Accard   | Drapeau de la France   | Footballeur international français devenu entraîneur. | 73  |        |
| 17 octobre | Shimon Bejarano | Drapeau d’Israël       | Industriel et homme politique israélien.              | 61  |        |